# Andronikos Kakoullis
Andronikos Kakoullis (en griego: Ανδρονικος Κακουλλης; 3 de mayo de 2001) es un futbolista chipriota que juega en la demarcación de delantero para el Aris de Limassol de la Primera División de Chipre.

## Trayectoria
Tras formarse como futbolista en el A. C. Omonia, finalmente en 2018 subió al primer equipo. Hizo su debut el 13 de mayo de 2018 en un partido de la Primera División de Chipre contra el Apollon Limassol, encuentro que finalizó con un resultado de 1-0 tras el gol de Matt Derbyshire. Su debut internacional se produjo el 19 de agosto de 2020 en un encuentro de clasificación para la Liga de Campeones de la UEFA 2020-21 contra el FC Ararat-Armenia.

## Selección nacional
Tras haber sido internacional en categorías inferiores, el 7 de octubre de 2020 debutó con la selección absoluta de Chipre en un amistoso ante República Checa que los checos vencieron por 1-2.

## Clubes
| Club             | País   | Año       | Partidos | Goles |
| ---------------- | ------ | --------- | -------- | ----- |
| A. C. Omonia     | Chipre | 2018-2025 | 207      | 45    |
| AIK Estocolmo    | Suecia | 2025      | 13       | 3     |
| Aris de Limassol | Chipre | 2025-     |          |       |

## Palmarés

### Títulos nacionales
| Título                     | Club         | País   | Año  |
| -------------------------- | ------------ | ------ | ---- |
| Primera División de Chipre | A. C. Omonia | Chipre | 2021 |
| Supercopa de Chipre        | A. C. Omonia | Chipre | 2021 |
| Copa de Chipre             | A. C. Omonia | Chipre | 2022 |
| Copa de Chipre             | A. C. Omonia | Chipre | 2023 |